# Trellius perbonus
Trellius perbonus är en insektsart som beskrevs av Andrej Vasiljevitj Gorochov 1999. Trellius perbonus ingår i släktet Trellius och familjen syrsor. Inga underarter finns listade i Catalogue of Life.